# 스자키 아야
스자키 아야 (洲崎綾, 1986년 12월 25일 - )는 일본의 여성 성우, 나레이터, 가수. 아임 엔터프라이즈 소속.
이시카와현 가나자와시 출신. 혈액형은 O형. 2세 아래의 남동생이 있다.
2019년 12월 31일에 결혼했다는 소식을 전했다. 결혼 상대는 아토믹 몽키 소속으로 라디오 작가 겸 진행자로 활약하는 이후쿠베 타카시.

## 경력
도쿄 학예 대학 졸업. 일본 나레이션 연기 연구소 재학 중, 아임 엔터프라이즈에 들어갔다. 성우가 되기 전에는 OL로서 일하고 있었다.

## 인물
성우를 목표로 한 계기는, 중학생 시절에 '명탐정 코난'을 보고 있었던 것. 존경하는 성우로 하야시바라 메구미를 들고 있다.
좋아하는 스포츠는 소프트 테니스와 스쿠버 다이빙.특기는 트럼펫과 화도.
자격으로서 영검 3급, 주산 초단, 유치원·초등학교·특별 지원 학교의 교사 면허를 취득하고 있다.
좋아하는 음식은 우동, 오키나와 소바, 타코라이스, 싫어하는 음식은 낫토, 참마, 이크라, 키위, 벌꿀.
싫은 음료는 커피로 마시면 상태가 나빠진다.
좋아하는 연예인은 사카이 마사토. 좋아하는 아티스트는 나츠카와 리미와 T.M.Revolution의 니시카와 타카노리.

## 교우
성우 요시무라 하루카와는 양성소의 동기에 사적으로도 친교가 있다. 또 라디오 프로그램 '스자키니시'로 함께 퍼스낼러티를 하고 있는 상대 니시 아스카와도 사이가 좋고, TV애니메이션 '찾아 보자! 부활동 앙코르'의 BD/DVD 제 1권에서는 콜라보 기획으로서 공동 출연을 완수했다.

## 출연 작품
※ 굵은 글씨는 메인 캐릭터

### 텔레비전 애니메이션
2013년
- 타마코 마켓 (키타시라카와 타마코)

2014년
- 아이카츠! (나츠키 미쿠루)

2015년
- 아이돌마스터 신데렐라 걸즈 (닛타 미나미[9])
- 암살교실 (카야노 카에데)
- 스자키니시 (스자키 아야)

2016년
- 암살교실 Second Season (카야노 카에데)

### 극장판 애니메이션
2021년
- 시도니아의 기사 : 사랑을 잣는 별 (시라우이 츠무기)

### 게임
2012년
- THE IDOLM@STER SHINY FESTA 허니 사운드 (외국인 아이 A)

2013년
- 아이돌마스터 신데렐라 걸즈 (닛타 미나미)